# 837
837 (DCCCXXXVII) fue un año común comenzado en lunes del calendario juliano, en vigor en aquella fecha.

## Acontecimientos
- Pietro Tradonico es electo dux de Venecia.
- Uen sucede a Drest IV como rey de los pictos.
- Sarracenos provenientes de Egipto atacan la ciudad italiana de Nápoles.
- Vikingos provenientes de Escandinavia atacan Constantinopla.
- 10 de abril: El cometa Halley pasa a 5 millones de km de la Tierra - la mayor aproximación del cometa en la historia.

## Nacimientos
- Tachibana no Hiromi, kugyō del período Heian en Japón.

## Fallecimientos
- 12 de noviembre: Kiyohara no Natsuno, político japonés de la era Heian.